# Walther Bothe
Walther Wilhelm Georg Bothe (Oranienburg, 8 gennaio 1891 – Heidelberg, 8 febbraio 1957) è stato un fisico, matematico e chimico tedesco, vincitore, insieme a Max Born, del premio Nobel per la fisica nel 1954, per «il metodo della coincidenza e le scoperte fatte in quell'ambito».
Fu allievo di Max Planck all'Università di berlino, dove ottenne il dottorato nel 1914.
Fu direttore dal 1934 dell'Istituto di Fisica dell'Università di Heidelberg che riuscì a far diventare uno dei meglio equipaggiati della Germania. È considerato uno dei più grandi fisici del suo tempo nei campi della radioattività artificiale e della radiazione cosmica.
A lui è dovuta la tecnica dei contatori di particelle in coincidenza.